# Урнеська ставкірка
Урнеська ставкірка — найдавніша зі збережених ставкірок Норвегії, зведена приблизно в 1130 році. Пам'ятка Всесвітньої спадщини ЮНЕСКО.

## Короткий опис
Церква відома різьбленими панелями, що збереглися з 1050 року. Панелі виготовлені в так званому «урнесському» стилі — різновиді поширеного в тогочасній Скандинавії «звіриного стилю».
Характерними особливостями цього стилю є асиметричність і хвилястість орнаменту. Не відразу можна вловити основний сюжет — істоту, схожу чи то на лева, не то на собаку, обплутану зміями на оленячих ногах. Існує багато теорій щодо сюжету урнесського різьблення. Можливо, як і на деяких рунічних каменях, на панелі показана одна з битв «сутінок богів» — Рагнарок, протистояння хтонічного змія Ермунганда та перевтіленого бога грому і блискавки Тора. Інша інтерпретація горельєфа також тлумачить його виходячи зі скандинавської міфології. Деякі бачать в ньому оленя, що гризе коріння Світового Дерева Іггдрасіль. Інша гіпотеза пропонує в битві лева (християнства) зі змієм (язичництвом) бачити християнський символ.
Не виключено, що «урнесський стиль», який зародився в Норвегії, вплинув на середньовічну європейську культуру. З'явившись у Скандинавії, він ненадовго поширюється в Англії (Євінгтонський собор в Ессексі,  Саузвелл Мінстер у Ноттінгемширі й собор Норіджа в Східній Англії).

## Галерея

Зображення церкви
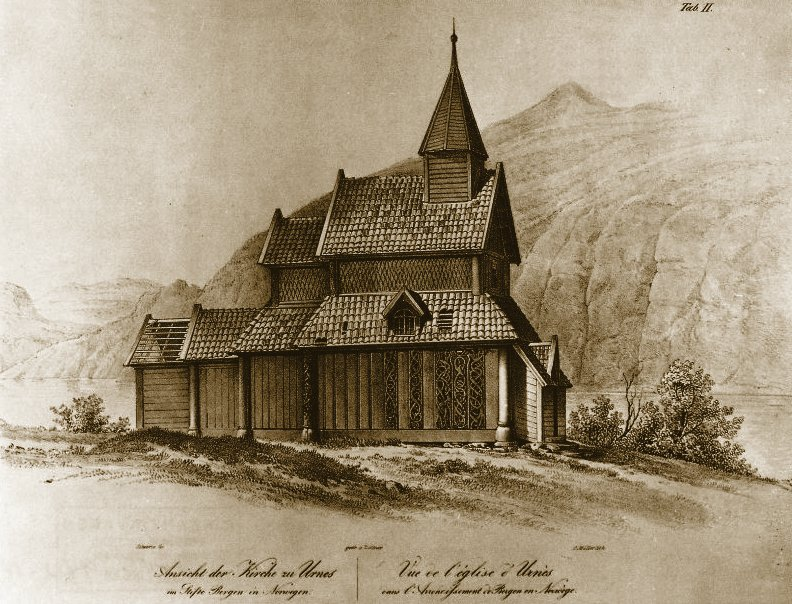
Зображення церкви в XIX столітті
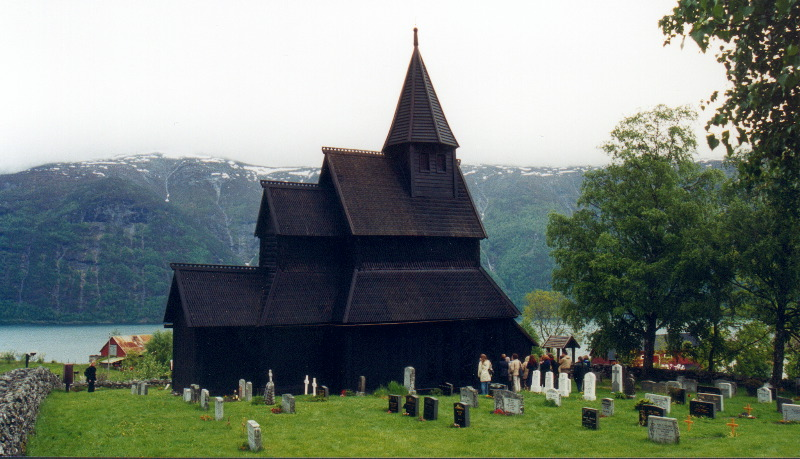
Сучасний вигляд
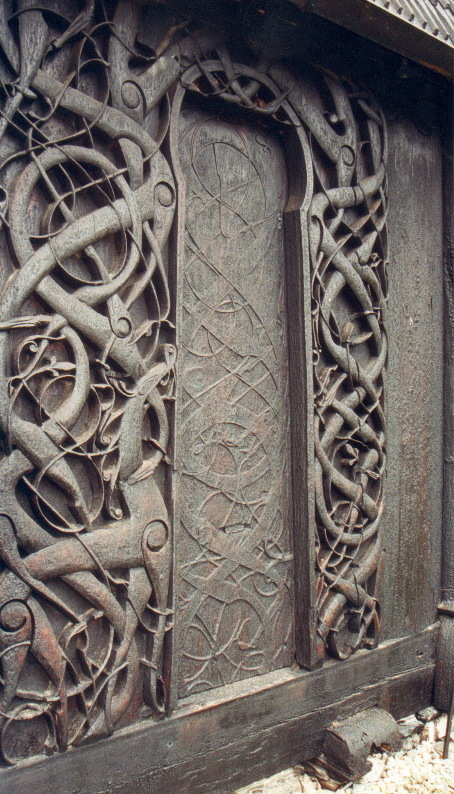
Знаменитий північний портал XI століття
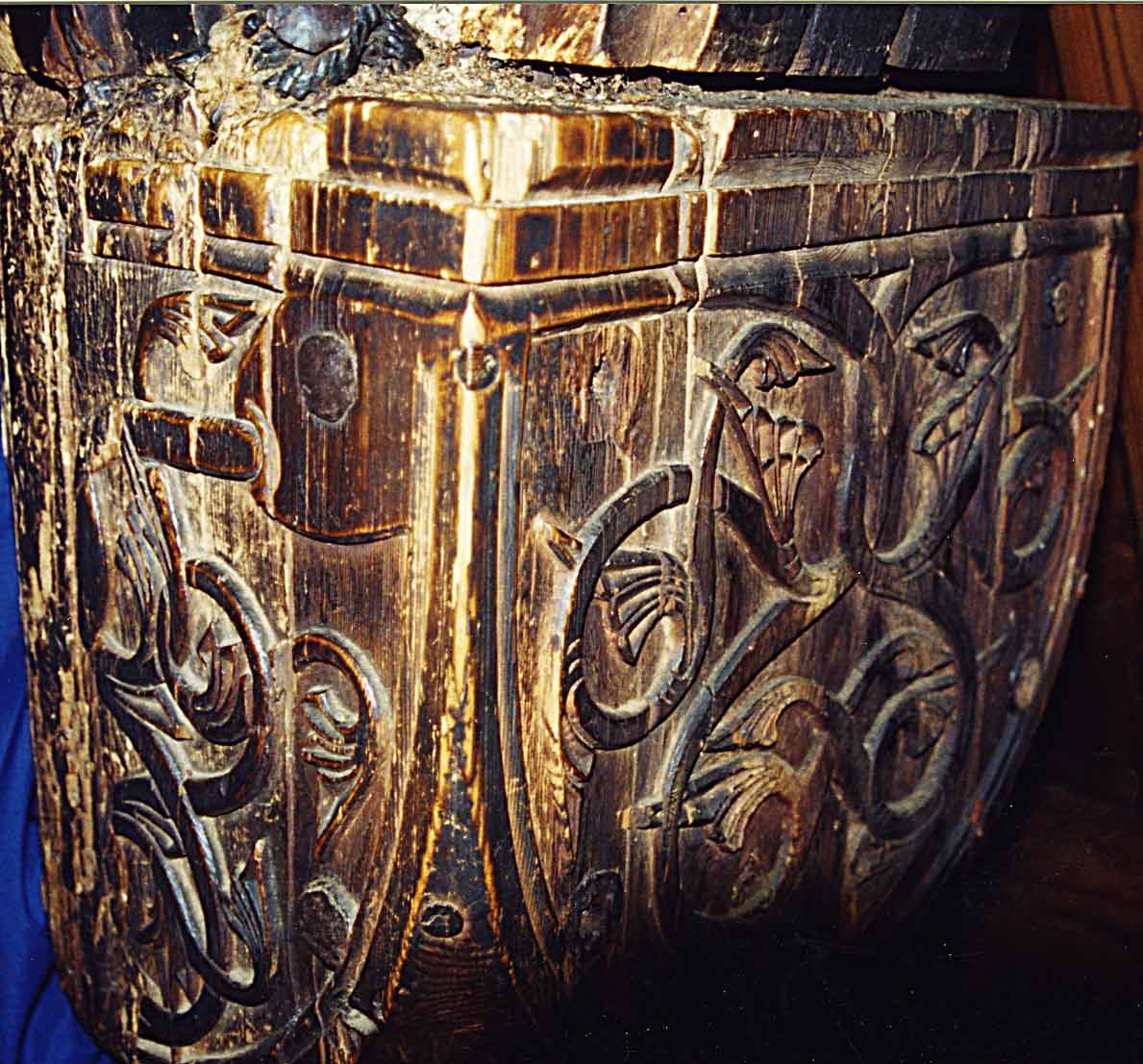
Дерев'яна різьба
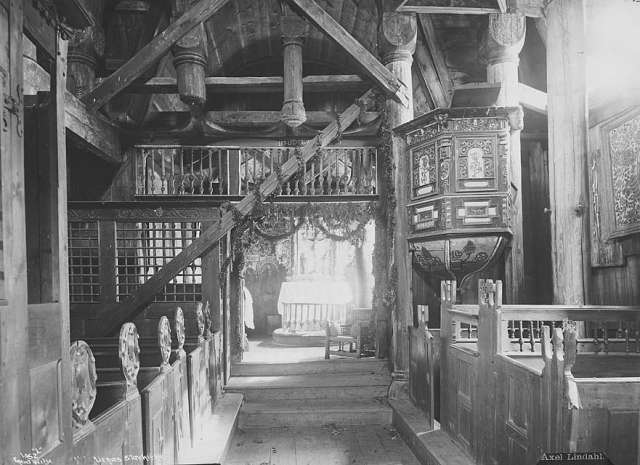
Інтер'єр храму в XIX столітті